# Carmel de Lyon
Das Carmel de Lyon (oder auch Carmel de Fourvière) ist eine auch heute noch aktive religiöse Einrichtung. Wie der Namen andeutet, ist es von den Karmelitinnen gegründet und wird von ihnen betrieben. Gegründet wurde es 1616 an den Hängen von La Croix-Rousse, in der Nähe des Amphitheaters des Trois Gaules und wurde während der Revolution geschlossen. Dank des Konkordats von 1801 konnten die Schwestern 1804 wieder eine Gemeinschaft gründen, diesmal auf dem Hügel von Fourvière, dem Ort der heutigen Gemeinschaft.

## Geschichte

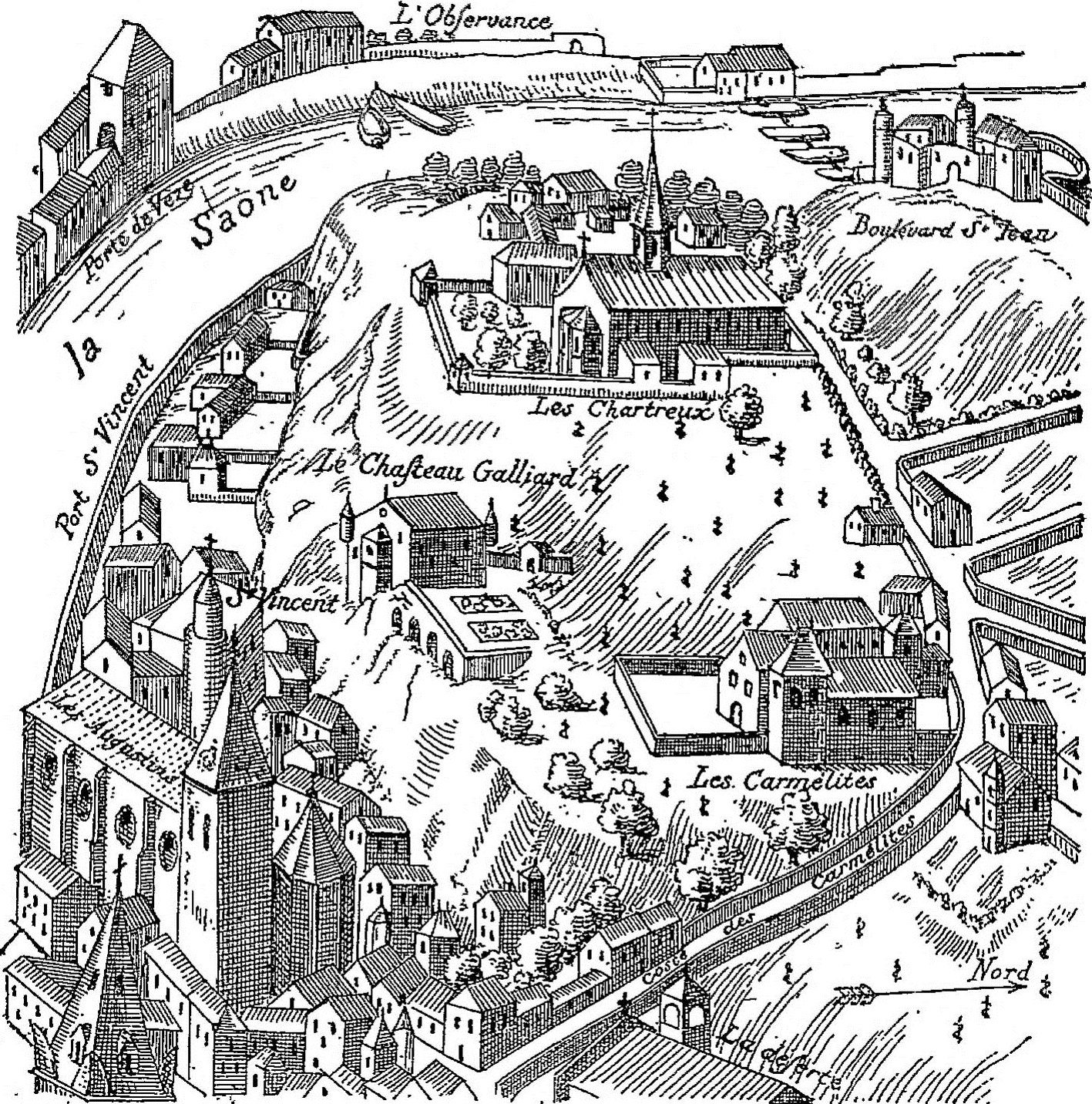
Gründungsort des Klosters (« Les Carmélites ») am Hügel von La Croix-Rousse (Nordost, rechts auf dem Bild)

### Gründung auf La Croix-rousse
Das Carmel de Lyon wurde 1616 vom Gouverneur der Stadt, Charles de Neufville, und seiner Frau Jacqueline de Harlay gegründet, die sieben Nonnen aus Paris kommen ließen und sie zunächst in der Visitation unterbrachten. Am 9. Oktober übernahmen sie ihr Kloster am Hügel von La Croix-Rousse an dem Ort, den man la Gella nannte, und der oberhalb der Stelle liegt, die später als der Platz des Amphitheaters von Lyon bekannt wurde. Madeleine de Saint-Joseph war die erste Priorin; sie kam mit fünf Schwestern des Carmel de l’Incarnation de Paris und einer bekennenden Schwester des Carmel de Tours.
Das Carmel steht unter dem direkten Schutz der Familie Neufville de Villeroy, die es fast zwei Jahrhunderte lang als Grabstätte für Familienmitglieder nutzte. Seit seiner Gründung – und bis heute – trägt das Haus den Namen Madonna des Mitgefühls (französisch Notre-Dame de Compassion).
Da das Kloster ursprünglich ohne königliche Genehmigung in Lyon gegründet wurde, wurde diese Situation durch einen konsularischen Beschluss vom 13. November 1659 behoben und die Gründung des Klosters vierzig Jahre vordatiert; dieses Vorgehen wurde dadurch vereinfacht, als der Erzbischof von Lyon damals Camille de Neufville de Villeroy, Sohn des Hauptgründers, war.

### Die Revolution
Am 11. Mai 1790 besuchte Bürgermeister Palerne de Savy das Kloster, wo er dreißig Nonnen und vier Konvertiten antraf, die alle bleiben wollten. Am 8. Januar 1791 wurde eine neue provisorische Vorgesetzte und ökonomische Leiterin bestimmt und schließlich von der Gemeinschaft gewählt. am 19. Juni 1791 wurde die Kirche des Klosters an die Gemeinde Saint-Louis angegliedert; am 4. Oktober 1792 (13 venedémiaire an I, Revolutionskalender) wurde jedoch das Haus geschlossen und die Nonnen vertrieben. Fünf von ihnen kamen ins Gefängnis und eine, Anne Vial (Sœur Marie-Anne-Madeleine de la Croix), wurde am 5. April 1794 (16 germinal an II) hingerichtet.

### Das provisorische Haus der Vorsehung
1804 wurde die Gemeinschaft neu gegründet. Den Nonnen war es jedoch weder erlaubt, das Kloster wieder zu errichten, noch die Nonnenkleidung zu tragen. Erst am 6. Januar 1815 erlaubte ihnen Kardinal Fesch, sich in Montée Saint-Barthélémy im Haus der Vorsehung (französisch maison de la Providence) zu versammeln.

### Das zweiteCarmelauf dem Fourvière
Am 10. Oktober 1850 kauften die Karmeliterinnen zusammen mit dem Orden von der Heimsuchung Mariens das Grundstück, auf dem sie das heutige Kloster bauten; der Grundstein zur Kirche wurde am 26. April 1853 gelegt. Die Karmeliterinnen zogen am 28. Juni 1854 in ihrem neuen Kloster ein.
Die Gemeinschaft blühte auf. Im Jahr 1900 gründeten die Karmeliterinnen ein Tochterhaus in Domrémy und betrauten den Architekten Louis Sainte-Marie Perrin mit dem Bau.
1988 war eine der Nonnen des Karmeliterinnen von Lyon Teil einer Delegation, die zu den Karmelitern von Auschwitz entsandt wurde, um zu versuchen, das Problem der Besetzung eines Baus im Vernichtungslager gütlich zu lösen, insbesondere durch den Vorschlag eines Umzugs des polnischen Klosters. Als 2005 das Carmel de Roanne schloss, kamen mehrere Nonnen zur Gemeinschaft von Lyon; da die Karmeliterinnen von Roanne mit denen von Koupéla in Burkina Faso eine Partnerschaft hatten, wurde diese nach Lyon übertragen.